# Sóstrato de Egina
Sóstrato de Egina (en griego: Σώστρατος ὁ Αιγινήτης) fue un comerciante exitoso de la antigua Grecia. Fue nombrado por Heródoto como ejemplo de comerciante exitoso, a tal nivel que no había duda que era el más exitoso. 
Se encontraron elementos arqueológicos que puede que hablen de este exitoso comerciante. Además que hay ánforas con una marca de "SO" en caracteres eginetas, que se vincula con este comerciante.

## Referencia literaria
Mientras Heródoto esta narrando la colonización de Cirene por los naturales de Tera, nos habla de un capitán Coleo de Samos, que les abasteció, y los vientos le llevaron a Tartessos, de donde realizaron un negocio exitoso, pero no tanto como los que hacia  Sóstrato de Egina.
Por aquel entonces ese emporio comercial estaba sin explotar, de manera que, a su regreso a la patria, los samios, con el producto de su flete, obtuvieron, que nosotros sepamos positivamente, muchos más beneficios que cualquier otro griego (después, eso sí, del egineta Sóstrato, hijo de Laodamante; pues con este último no puede rivalizar nadie)

Heródoto - Los nueve libros de Historia - IV Melpómene - CLII (152). traducción de Bartolomé Pou.

## Evidencias arqueológicas
Se han encontrado referencias al nombre de Sóstrato. 

### En Etruria

#### En Gravisca

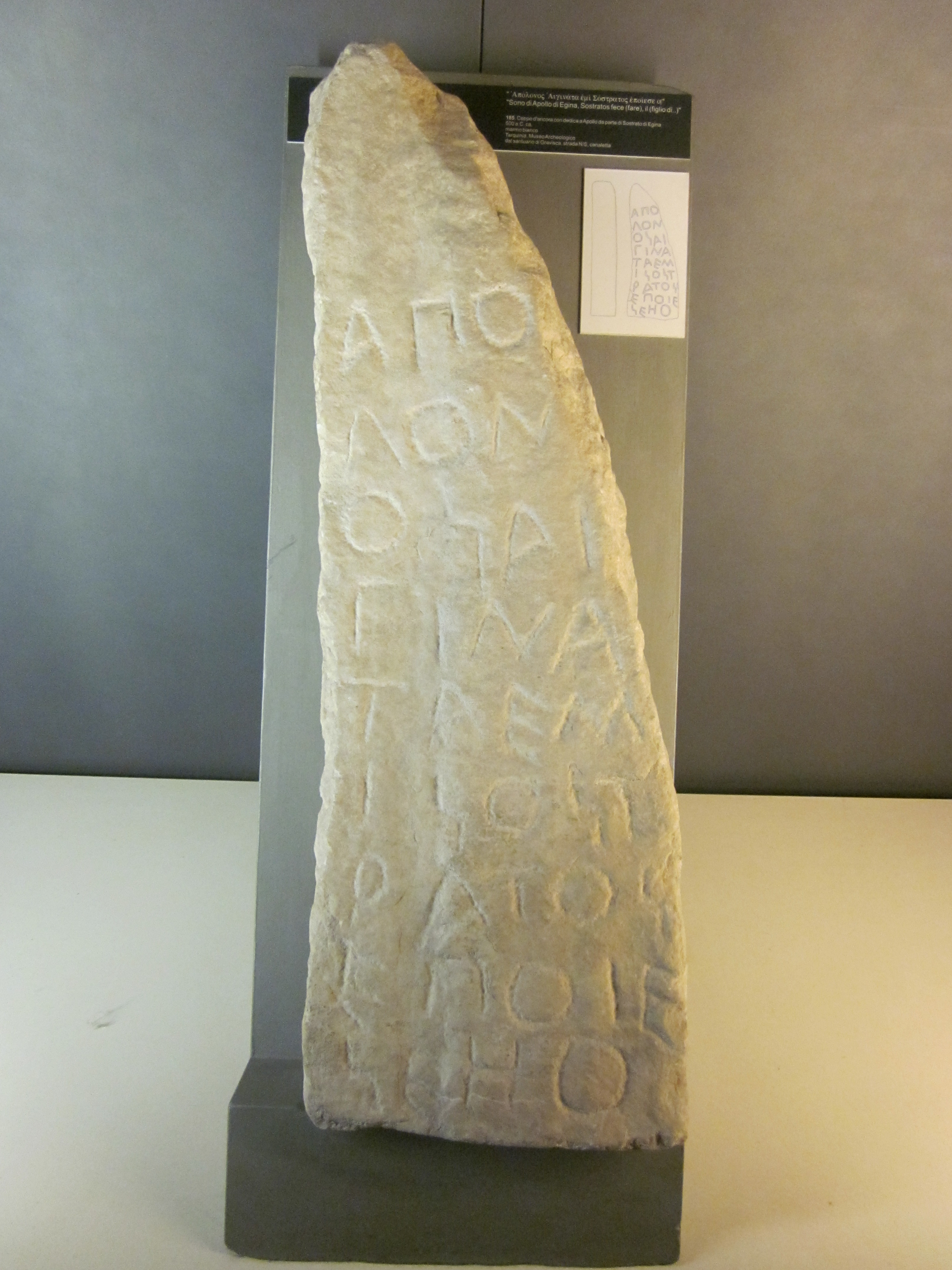
Ancla de piedra de Gravisca, Perugia, Italia con la inscripción ΑΠΟΛΟΝΟΣ ΑΙΓΙΝΑΤΑ ΕΜΙ ΣΟΣΤΡΑΤΟΣ ΕΠΟΙΗΣΕ ΗΟ, "Soy de Apolo Egineta. Realizado por Sóstrato, el (…)".

Se cree, por ejemplo, que Sóstrato dedicó un ancla de piedra dedicada a Apolo en Gravisca (el puerto de la ciudad etrusca de Tarquinii): ahora se puede ver en el museo allí.

#### En Pirgi
El nombre Sóstrato también está atestiguado en un fragmento de placa ática de Pirgi con la inscripción votiva.

### En Egipto
Los nombres de Sostratos y Laodamante, quizás su abuelo y su padre, se han encontrado en Egipto,  lo que respalda la opinión de que proviene de una importante familia de comerciantes internacionales de Egina. En Náucratis se encontraron dos dedicatorias de Naukratis de un tal Sostratos, encontradas en un cuenco y un cántaro con indicadores de que fue producido por Quíos. Ambos fueron datados entre 60 a 100 años antes de los ejemplos mencionados anteriormente, por eso se ha sugerido que los dos hombres con el mismo nombre podría haber sido de la misma 'dinastía de comerciantes'.

### Marca "SO"
Además, las vasijas de almacenamiento de arcilla se encuentran en los sitios arqueológicos etruscos del período marcados con las letras eginetas "SO", que pueden haber sido las siglas de Sostratos, y a menudo se supone es la marca con la que se llevan sus productos.
Dado lo incompleto de estas marcas, hay la probabilidad que no se refieran al Sóstrato del que habla Heródoto, y esta marca (así como el ancla) puede atestiguar solo la red de parentesco, no el hombre.